# LISA (conferenza)
LISA è l'annuale conferenza dedicata agli amministratori di sistema, sponsorizzata da USENIX e SAGE. La prima edizione risale al 1986.
Il suo nome fu originariamente l'acronimo di "Large Installation System Administration" (che sta per "Amministratori di Grandi Reti", ove "grandi" indicava reti con più di 100 utenti o 100 megabytes di spazio), in seguito esso perse il suo significato ma rimane il nome.
Solitamente viene locata in un albergo da qualche parte negli Stati Uniti d'America. Dura sei giorni: tre giorni di sessioni di insegnamento da un giorno o mezza giornata, e tre giorni di sessioni tecniche. Le sessioni tecniche spesso includono diversi argomenti, tra cui la discussione pubblica di un documento o un "botta e risposta" con il guru di turno. Negli ultimi tempi l'affluenza è stata di circa 1000-2000 presenze.
Spesso la conferenza termina con una gara a quiz.